# I'm So Sick
"I'm So Sick" é o segundo single da banda Flyleaf. O single foi lançado no dia 29 de agosto de 2006.

## Faixas
| N.º | Título                       | Duração |  |
| 1.  | "I'm So Sick (Radio Edit)"   | 2:54    |  |
| 2.  | "I'm So Sick (Live Version)" | 3:23    |  |

## Desempenho nas paradas
| Parada musical (2006)      | Melhor Posição |
| -------------------------- | -------------- |
| Hot Mainstream Rock Tracks | 12             |
| Modern Rock Tracks         | 27             |